# 24-cm-Mörser M. 98
Der 24-cm-Mörser M. 98 in den Ausführungen M 98 und M 98/07 war bis zur Einführung des 30,5-cm-M.11-Mörsers im Jahre 1911 das schwerste Geschütz im Bestand der k.u.k. Festungsartillerie.

## Geschichte

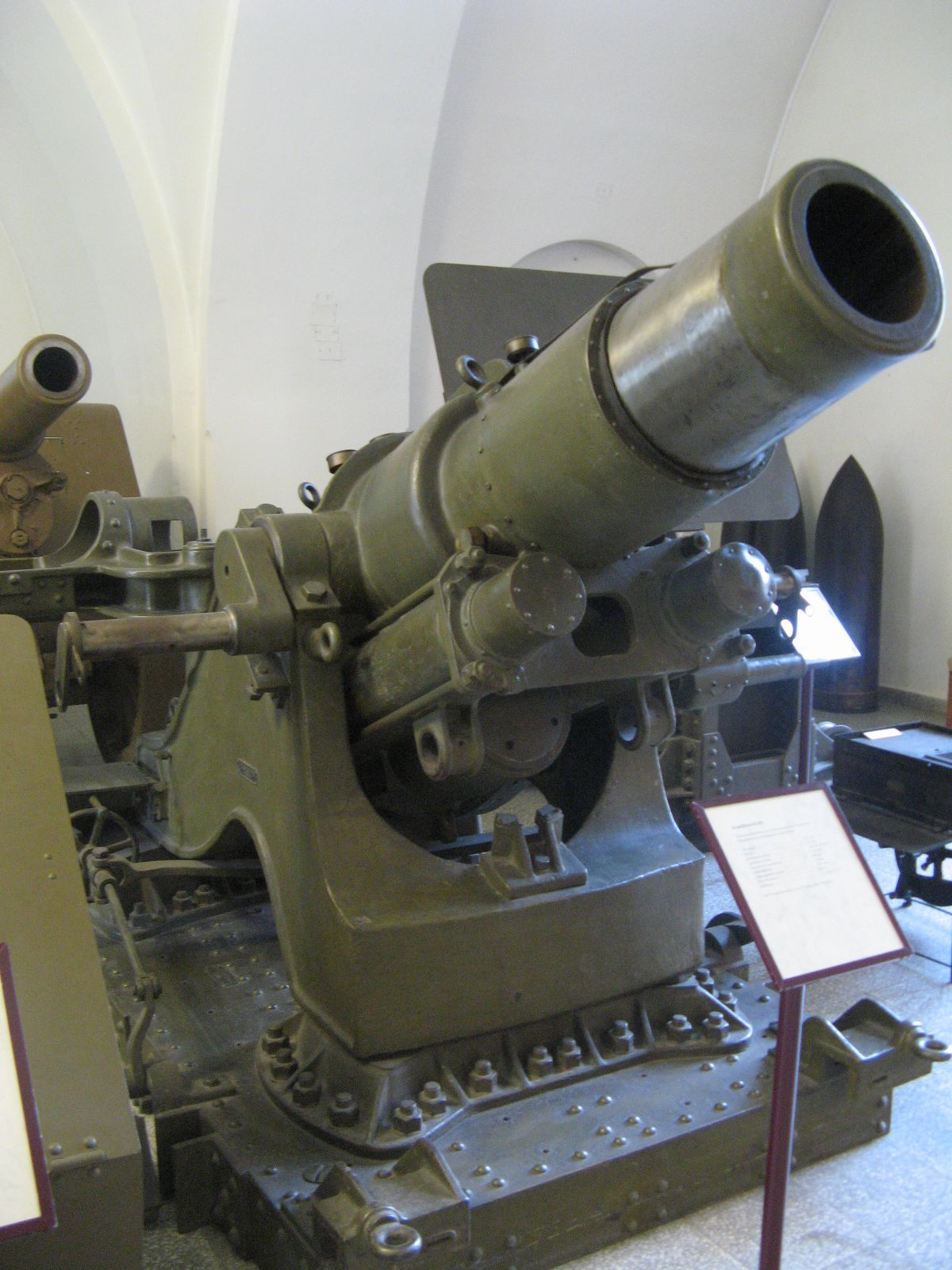
M 98 im HGM Wien

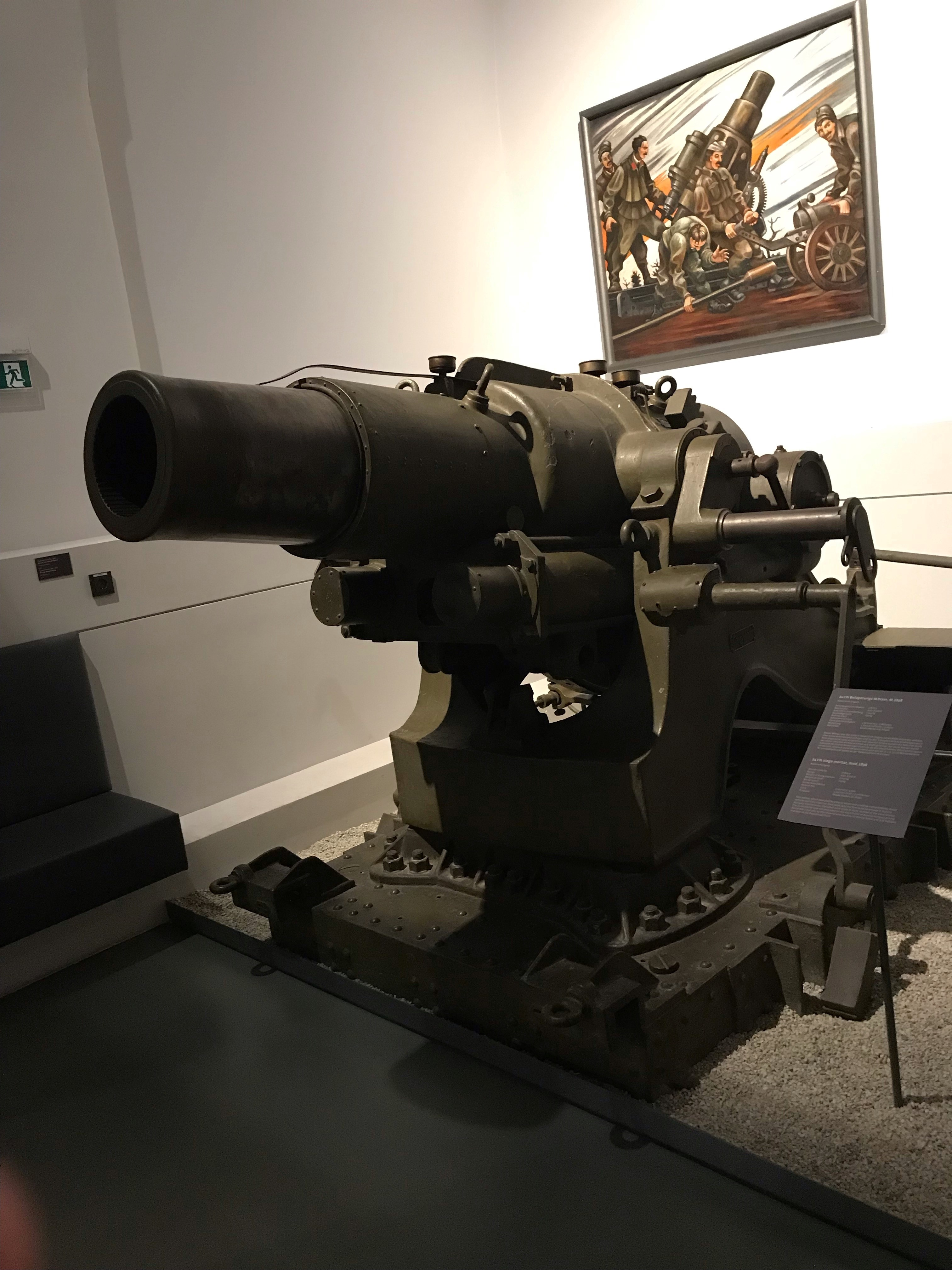
24-cm-Belagerungs-Mörser, M.1898

Noch zu Friedenszeiten eingeführt, bewährte sich der Mörser M 98 bereits 1902 auf dem Artillerie-Schießplatz und Versuchsgelände in Felixdorf. Mit dem Gerät wurden Beschussversuche zur Gewinnung neuer Erkenntnisse auf dem Gebiet des Festungsbaus durchgeführt. Beschossen wurden aus 4,5 km Entfernung der Teilbau eines permanenten Werkes mit 8-cm-Panzerturm M 94 sowie mit einem Hebeturm für eine 7-cm-Schnellfeuerkanone, eine Feldstellung, ein Beobachtungsturm mit Panzerkuppel, verschiedene Arten von Draht- und Zaunhindernissen sowie unterschiedliche Arten von Strom- und Telefonleitungen.
Obwohl der 30,5-cm-Mörser als Ersatz vorgesehen war, befanden sich 1914 bei Kriegsbeginn noch vierzehn dieser Mörser im aktiven Dienst. Wie zahlreiche andere Geschütze der k.u.k. Armee wurde auch dieser Mörser von Škoda entwickelt und hergestellt.
Es existierten zwei Varianten des Mörsers:
- M 98 mit Zwei-Drittel-Mantelrohr
- M 98/07 mit Mantelrohr bis zur Mündung

Ein Mörser vom Typ M 98 befindet sich im Heeresgeschichtlichen Museum in Wien.
| Mörser M 98                           | Mörser M 98                                                  |
| ------------------------------------- | ------------------------------------------------------------ |
| Technische Daten                      |                                                              |
| Typ:                                  | schweres Wurf-Rohrrücklaufgeschütz mit Schraubenverschluss   |
| Motorzug:                             | zwei Lasten – Oberlafette mit Rohr, Unterlafette mit Bettung |
| Pferdezug (mind. 16-spännig):         | vier Lasten – Oberlafette, Rohr, Unterlafette, Bettung       |
| Lafette:                              | Pivotlafette                                                 |
| Kaliber:                              | 240 mm über den Feldern, 243 mm in den Zügen                 |
| Geschossgewicht:                      | 133 kg                                                       |
| Pulverladung:                         | bis 20 kg                                                    |
| Schussweite max.:                     | 6,5 km                                                       |
| Mündungsgeschwindigkeit:              | 278 m/s                                                      |
| Gewicht des feuerbereiten Geschützes: | 7.040 kg                                                     |
| Seitenrichtkreis:                     | 360°                                                         |
| Elevation:                            | +40° bis +65°                                                |
| Feuergeschwindigkeit:                 | 1 Schuss in 3–4 Minuten                                      |